# لاك ميناكي (كيبك)
لاك ميناكي (بالإنجليزية: Lac-Minaki, Quebec)‏ هي منطقة سكنية تقع في كندا في Matawinie Regional County Municipality. يقدر عدد سكانها بـ 0 نسمة ومساحتها 82.00 كم2 .